# Fleetwood United Football Club
Il Fleetwood United Football Club (in arabo  فليتوود يونايتد‎?) è una società calcistica emiratina con sede nella zona di Jebel Ali a Dubai.La squadra nella stagione 2024-2025 militerà nella UAE First Division League, la seconda divisione del campionato emiratino di calcio.
Il club in passato è stato sotto la gestione della squadra inglese del Fleetwood Town, che milita nella Football League One, funge da accademia che scova giocatori e talenti giovanili in tutta la città di Dubai e nella regione.

## Storia
Dopo l'apertura da parte della UAEFA per la creazione di squadre da parte di investitori privati, il Fleetwood United Football Club venne fondato a Dubai nel 2021, come parte del piano di espansione della rete di reclutamento voluta dal proprietario della squadra inglese del Fleetwood Town.
La nuova squadra nella stagione 2021-2022 prese parte alla prima edizione della UAE Third Division League e dopo aver superato la prima fase a gironi si arrese solo in finale contro il Gulf United, ma il secondo posto finale permise alla squadra di ottenere lo stesso la promozione per la UAE Second Division League.
Nella stagione 2023-2024, dopo aver dominato per l'intera stagione, con 20 vittorie sulle 26 partite giocate, la squadra conclude al primo posto della classifica la UAE Second Division League, ottenendo per la prima volta la promozione per la UAE First Division League, la seconda divisione del campionato emiratino di calcio.
Nel settembre del 2024 la squadra inglese del Fleetwood Town ha annunciato la cessione della squadra al gruppo GIE Dubai, mettendo fine ad ogni collaborazione tra le due squadre.

## Palmarès
- UAE Second Division League: 1

2023-2024

## Squadra attuale
Squadra per la stagione sportiva 2024-2025
| N. |                                | Ruolo | Calciatore       |
| -- | ------------------------------ | ----- | ---------------- |
| 1  | Algeria (bandiera)             | P     | Elias Bakdi      |
| 2  | Serbia (bandiera)              | D     | Petar Jovanov    |
| 3  | Emirati Arabi Uniti (bandiera) | D     | Ahmed Salah      |
| 5  | Francia (bandiera)             | D     | Mohamed Akel     |
| 6  | Canada (bandiera)              | D     | Nathaneal Murphy |
| 7  | Libano (bandiera)              | A     | Hussein Hawi     |
| 8  | Emirati Arabi Uniti (bandiera) | C     | Khalid Ghuloom   |
| 9  | Venezuela (bandiera)           | A     | Edson Rivas      |
| 10 | Emirati Arabi Uniti (bandiera) | A     | Ali Salmeen      |
| 11 | Sudafrica (bandiera)           | C     | Durin Phillips   |
| 12 | Emirati Arabi Uniti (bandiera) | P     | Ali Al-Jallaf    |
| 18 | Inghilterra (bandiera)         | C     | Ben Pringle      |
| 20 | Emirati Arabi Uniti (bandiera) | A     | Rashed Hassan    |
| 21 | Emirati Arabi Uniti (bandiera) | C     | Ammar Al-Kaabi   |
| 22 | Algeria (bandiera)             | C     | Mehdi Boudhar    |
| 24 | Venezuela (bandiera)           | D     | Ronaldo Rivas    |
| 27 | Algeria (bandiera)             | C     | Abdennour Teguia |

| N. |                                | Ruolo | Calciatore         |
| -- | ------------------------------ | ----- | ------------------ |
| 29 | Emirati Arabi Uniti (bandiera) | D     | Ismael Khaled      |
| 31 | Algeria (bandiera)             | C     | Aboubakr Boukatouh |
| 34 | Nuova Zelanda (bandiera)       | C     | James Andrew       |
| 66 | Ghana (bandiera)               | C     | Kofi Kissi         |
| 70 | Emirati Arabi Uniti (bandiera) | A     | Mahir Jassem       |
| 77 | Emirati Arabi Uniti (bandiera) | D     | Jaber Al-Mansouri  |
| 96 | Inghilterra (bandiera)         | P     | Joshua Lumsden     |
| 99 | Inghilterra (bandiera)         | A     | David Webb         |
|    | Emirati Arabi Uniti (bandiera) | P     | Yousef Al-Hosani   |
|    | Emirati Arabi Uniti (bandiera) | D     | Rashed Abbas       |
|    | Camerun (bandiera)             | D     | Simo Kayo          |
|    | Egitto (bandiera)              | C     | Omar Yaisien       |
|    | Argentina (bandiera)           | C     | Nahuel Piethe      |
|    | Russia (bandiera)              | A     | Islam Al'sultanov  |